# Apolinary Jankowski
Apolinary Jankowski (ur. 22 lipca 1899 w Hucie Palędzkiej, zm. 23 października 1939 w Inowrocławiu) – prezydent przedwojennego Inowrocławia.

## Życiorys
Urodził się 22 lipca 1899 w Hucie Palędzkiej k. Mogilna. Ukończył szkołę powszechną w Trzemesznie. W latach 1913–1918 praktykował w jednej z kancelarii prawnych w Berlinie. Na przełomie 1918–1919 działał w Radzie Robotniczo-Żołnierskiej w Trzemesznie. Podczas powstania wielkopolskiego walczył w rejonie Trzemeszna. Był urzędnikiem w Ministerstwie byłej Dzielnicy Pruskiej w Poznaniu oraz w Wielkopolskiej Izbie Skarbowej. W 1928 roku objął funkcję prezydenta Inowrocławia po kontroli skarbowej, która wykazała nadużycia władz samorządowych. Podczas jego prezydentury powstała w mieście biblioteka publiczna, pomnik Jana Kasprowicza, a także lotnisko.
Dnia 4 września wraz z wiceprezydentem Inowrocławia Władysławem Juengstem na polecenie władz wojewódzkich ewakuował z budynku samorządu tajne dokumenty. Schwytany przez Niemców i uwięziony jako zakładnik w więzieniu w Inowrocławiu. Został zamordowany podczas krwawej niedzieli w Inowrocławiu w nocy z 22 na 23 października 1939 w ramach akcji eliminacji polskiej inteligencji Intelligenzaktion. Po ekshumacji 19 października 1945 pochowano go na cmentarzu parafii Zmartwychwstania Pańskiego.

## Ordery i odznaczenia
- Złoty Krzyż Zasługi (11 listopada 1934)[5]
- Medal Niepodległości (20 grudnia 1932)[6]

## Upamiętnienie
Jedna z ulic w Inowrocławiu nosi imię Apolinarego Jankowskiego.